# 宮崎駿水彩繪畫作集：風之谷
《宮崎駿水彩繪畫作集：風之谷》（日语：風の谷のナウシカ―宮崎駿水彩画集）是由日本德間書店在1996年出版，收錄動畫導演宮崎駿所創作漫畫《風之谷》與其同名改編電影動畫相關的水彩畫插圖美術設定書。

## 內容
書籍裡含有宮崎駿在1982年至1995年期間於《Animage》上連載《風之谷》漫畫時，在該雜誌所繪製的各種彩色人物插圖，以及執導1984年《風之谷》動畫電影版時的一些美術草稿、電影海報圖片。
在後半部份除了有宮崎駿談論創作《風之谷》的過程訪談，另有收錄在《風之谷》之前所想出的《戰國魔城》、《食屍鬼的王女娜烏西卡》、《土龍與庫夏娜》、《風使者少女雅菈》等構思作品的概念草圖。

## 發行
此書在日本當地是在《風之谷》漫畫連載完畢後，德間書店於1996年期間推出。日本海外部份，北美版是由碧日取得版權後於2007年發行。其它像澳洲與法國，則分別由Madman Entertainment與出版。

## 評價
動漫媒體網站ComicBookBin認為書中的插圖展現出宮崎駿豐富、驚人、多樣化的想像力，並對於各插圖旁所附加的宮崎駿自我評論內容方面，表示有著幽默與深刻洞察的談吐，整體上給予A+的評比。入口網站About.com則稱讚此本是由現代動畫巨匠所帶來的華麗、全彩插圖作品。動漫娛樂產品網站PopCultureShock的評論提及到，雖然宮崎駿在這本畫集的自評裡常否定自己的成果，讓讀者很難從他的自評中獲得相關資訊；但可透過在書裡另外附加的概念創作繪圖與草稿，來另外理解到宮崎駿創作《風之谷》的背後過程，整體上是值得由宮崎駿愛好者收藏的一書。

## 外部連結
- 德間書店上的《宮崎駿水彩繪畫作集：風之谷》介紹（页面存档备份，存于）（日語）